# آنتا (کانچیز)
آنتا (به اسپانیایی: Anta) یک کوه در پرو است که در Peru, Cusco Region واقع شده‌است. آنتا ۴٬۹۱۵ متر بالاتر از سطح دریا واقع شده‌است.